# Laryssa Biesenthal
Laryssa Biesenthal, född den 22 juni 1971 i Walkerton i Kanada, är en kanadensisk roddare.
Hon tog OS-brons i åtta med styrman i samband med de olympiska roddtävlingarna 2000 i Sydney.